# تیساکسی
تیساکسی (به مجاری:  Tiszakeszi) یک شهرداری در مجارستان است که در ناحیه مزوچات واقع شده‌است. تیساکسی ۴۶٫۱۹ کیلومتر مربع مساحت و ۲٬۶۸۲ نفر جمعیت دارد.